# Cantón de Montataire
El cantón de Montataire es una división administrativa francesa, situada en el departamento de Oise y la región de Picardía.
Desde 1994, su consejero general es Alain Blanchard, del PC.

## Geografía
Este cantón se organiza alrededor de Montataire, en el distrito de Senlis. Su altitud varía de 23 m (Précy-sur-Oise) a 150 m (Blaincourt-lès-Précy), teniendo una altitud media de 47 m.

## Composición
El cantón de Montataire agrupa 10 comunas y cuenta con 26 376 habitantes (según el censo de 1999).
| Comunas                | hab.   | código postal | código INSEE |
| ---------------------- | ------ | ------------- | ------------ |
| Blaincourt-lès-Précy   | 1 158  | 60460         | 60074        |
| Cramoisy               | 563    | 60660         | 60173        |
| Maysel                 | 260    | 60660         | 60391        |
| Mello                  | 368    | 60660         | 60393        |
| Montataire             | 12 048 | 60160         | 60414        |
| Précy-sur-Oise         | 3 120  | 60460         | 60513        |
| Saint-Leu-d'Esserent   | 4 867  | 60340         | 60584        |
| Saint-Vaast-lès-Mello  | 822    | 60660         | 60601        |
| Thiverny               | 1 087  | 60160         | 60635        |
| Villers-sous-Saint-Leu | 2 083  | 60340         | 60686        |

## Demografía
| 18,669 | 20,422 | 24,965 | 26,033 | 26,589 | 26,376 |
| Para los censos de 1962 a 1999 la población legal corresponde a la población sin duplicidades (Fuente: INSEE [Consultar]) |        |        |        |        |        |